# Adib Abdouni
Adib Abdouni (São Caetano do Sul, 1 de agosto de 1973) é um jurista, advogado e professor brasileiro, com atuação nas áreas de Direito Constitucional e Direito Penal. Tornou-se presença frequente na imprensa e em debates jurídicos nacionais, abordando temas como liberdade de expressão, sistema penal e controle de constitucionalidade.

## Biografia
Adib Abdouni nasceu em São Caetano do Sul, no estado de São Paulo, em 1º de agosto de 1973. Formou-se em Jornalismo pela Pontifícia Universidade Católica de São Paulo (PUC-SP) em 1995 e em Direito pela Faculdade de Direito da Universidade de São Paulo (USP) em 1996. Concluiu o mestrado em Direito Constitucional pela PUC-SP em 2002, o doutorado em 2006 e realizou pós-doutorado na mesma instituição 2016.
Na advocacia, atua em casos de repercussão nacional, incluindo processos submetidos ao Supremo Tribunal Federal (STF) e ao Superior Tribunal de Justiça (STJ). Foi reitor licenciado da Universidade Brasil, exercendo funções acadêmicas e administrativas. Também é professor e conferencista em temas de Direito Constitucional e Direito Penal.
Em 2019, foi citado pelo G1 em reportagem sobre os decretos de porte de armas editados pelo governo federal, analisando a constitucionalidade da medida. No mesmo ano, contribuiu para reportagens do Correio Braziliense acerca do projeto de lei sobre “plea bargain” e sobre a legalidade do porte de armas por deputados estaduais do Rio de Janeiro.
Durante 2020 e 2021, publicou análises no Consultor Jurídico (Conjur) sobre o impacto da Operação Lava Jato, a constitucionalidade de medidas cautelares e a liberdade de expressão em casos de “fake news”. 
Ainda em 2021, foi ouvido pelo Estadão em debates sobre a prisão em segunda instância e sobre a decisão do STF de anular condenações relacionadas ao ex-presidente Luiz Inácio Lula da Silva.
Nos anos seguintes, seguiu participando de reportagens sobre questões jurídicas de impacto. Em 2024, foi entrevistado pelo Estadão em matérias sobre projetos de lei no Congresso, como os relativos ao juiz de garantias e à ampliação de penas em crimes praticados pela internet.
Adib Abdouni é autor de livros e artigos. Publicou Operação Lava Lula (AAA Editora, ISBN 9788592183202), no qual analisa juridicamente processos ligados à Operação Lava Jato; Fake News. E os Limites da Liberdade de Expressão (AAA Editora, ISBN 9786599538908), lançado em 2021; e tem lançamento previsto para 2025 da obra Constituição Federal do Brasil Comentada – Atualizada até a EC 135/2024, com comentários doutrinários e jurisprudenciais sobre a Carta de 1988.

## Obras publicadas
- Operação Lava Lula (AAA Editora - ISBN 9788592183202)
- Fake News. E os Limites da Liberdade de Expressão (AAA Editora. ISBN 9786599538908)
- Constituição Federal do Brasil Comentada – Atualizada até a EC 135/2024 (2025)